# Ctenocompa megophthalma
Ctenocompa megophthalma är en fjärilsart som beskrevs av Edward Meyrick 1932. Ctenocompa megophthalma ingår i släktet Ctenocompa och familjen säckspinnare. Inga underarter finns listade i Catalogue of Life.